# Phyllotis anitae
Phyllotis anitae е вид бозайник от семейство Хомякови (Cricetidae).

## Разпространение
Видът е разпространен в Аржентина.